# Robert Badjie
Robert Badjie (* 20. Februar 1984) ist ein ehemaliger gambischer Fußballspieler und heutiger Torwart-Trainer.

## Karriere
Der Torwart spielte von 2003 bis 2008 für den Verein Hawks Banjul, sowie in Israel bei Hakoah Amidar Ramat Gan, Hapoel Jerusalem, sowie zuletzt in Schweden beim Stallarholmens SK und IK Viljan Strängnäs.

### International
Für die gambische Fußballnationalmannschaft war er während der Qualifikation für die Fußball-Weltmeisterschaft 2010 im Einsatz.

### Als Trainer
Seit Oktober 2013 und seinem aktiven Spieler-Karriereende, ist er Torwarttrainer der U-19 Mannschaft, seines letzten Vereines IK Viljan Strängnäs.